# 邱鳳揚
邱鳳揚（1829年—1898年）福建省臺灣道鳳山縣港西里火燒庄（今臺灣屏東縣長治鄉長興村）人，長治鄉邱姓開臺祖邱永鎬五世孫。1894年任前堆總理，因軍功獲朝廷封六品千總。1895年，於李向榮、蕭光明陸續辭去六堆總理、副總理之職後，獲推舉為六堆最後一屆大總理抗日。火燒莊之役後彈盡援絕，六堆組織被迫解散。抗日戰爭結束後，邱家移居阿猴東邊的田寮開墾下寮莊。
乙未戰爭後，日人佩服其忠義，對他十分禮遇，直至1898年過世，享年六十九。
屏東縣長治鄉長興村有一座烈士祠，裡面供奉的是1895年，六堆大總理邱鳳揚所率領的義勇軍，因為對日抗戰而犧牲的英靈，由於邱鳳揚代表是客家人，不懼生死保家衛土的精神，因此長治鄉公所就出資，刻了一尊邱鳳揚神像，正式將祂神格化。